# Heribert Holzapfel
Heribert Holzapfel OFM (* 22. November 1868 in Neckarsulm; † 26. Mai 1936 in Frauenburg (Ostpreußen)) war katholischer Theologe, Kirchenhistoriker und Ordensoberer im Franziskanerorden.

## Leben
Er besuchte Volks- und Lateinschule in seinem Geburtsort und wechselte 1881 an das Gymnasium nach Landshut. Am 1. Oktober 1884 trat er in den Franziskanerorden ein. Nach der Schulzeit war er Einjährig-Freiwilliger beim 2. Infanterie-Regiment in München. Danach wurde er am 29. Juni 1891 in Freising zum Priester geweiht. Anschließend war er kurzzeitig Seelsorger in den Klöstern Mühldorf und Dingolfing, bevor er 1893 als Seminarpräfekt nach Landshut kam.
1896 wurde er Guardian und Direktor der Franziskaner-Tuchmacherei in Pfreimd. Im August 1897 trat er eine Stelle als Lektor und Kleriker-Magister im Franziskanerkloster Tölz an. 1900 kam er als Lektor für Apologetik und Kirchenrecht nach München. 1902 promovierte er cum eminentia zum Doktor der Theologie. 1909 wurde er zum Definitor der bayerischen Ordensprovinz gewählt, der er von 1912 bis 1918 als Provinzial vorstand. 1917 wurde er zum königlichen Geistlichen Rat ernannt. Zu den Leistungen in seiner Amtszeit zählen der erste große Terziarenkongress in München und die Übernahme der Pfarrei St. Ludwig in Nürnberg zur Errichtung des dortigen Franziskanerklosters.
Neben seinem Wirken als Ordensprovinzial veröffentlichte er zahlreiche Schriften zur Ordensgeschichte. Bereits 1903 erschienen Die Anfänge der Montes Pietatis sowie die Studie St. Dominikus und der Rosenkranz. Im Folgejahr veröffentlichte er die bibliographische Arbeit Bibliotheca Franciscana de immaculata conceptione B. M. V.; und 1909 erschien das umfassende „Handbuch der Geschichte des Franziskanerordens“. Außerdem war er Verfasser von unzähligen Beiträgen für die Augsburger Postzeitung und weitere Periodika. Des Weiteren erforschte er die Moose der Berchtesgadener Alpen, publizierte jedoch nicht selbst, sondern steuerte sie den Arbeiten von Paul & v. Schoenau bei.
Er starb auf einer dienstlichen Reise von Berlin nach Ermland (Ostpreußen) an den Folgen eines am 9. Mai 1936 erlittenen Autounfalls.

## Wirkung
Der Kritiker und Schriftsteller Hermann Bahr nennt ihn als maßgebliche Person für seine religiöse Bekehrung, die um 1912 öffentlich wurde. Er widmete ihm auch sein Theaterstück Die Stimme (1916). Briefe Holzapfels an Bahr sind im Nachlass Bahrs im Österreichischen Theatermuseum erhalten.

## Werke (Auswahl)
- Die Anfänge der Montes Pietatis (1462-1515). Lentner, München 1903 (140 S.)
- St. Dominikus und der Rosenkranz. Lentner, München 1903 (47 S.)
- Franziskus-Legenden. Ausgewählt für das deutsche Volk. Kösel, München 1907 (157 S.)
- Handbuch der Geschichte des Franziskanerordens. Herder, Freiburg 1909 (732 S.) Digitalisat
- Die Sekten in Deutschland. Dargestellt für das katholische Volk. Kösel, Pustet, Regensburg 1925 (133 S.)
- Die Leitung des Dritten Ordens. Handbuch für die Direktoren des Dritten Ordens vom hl. Franziskus. Dr. F. A. Pfeiffer, München 1925 (164 S.)
- Katholisch und Protestantisch : Eine leidenschaftlose Klarstellung. Herder, Freiburg 1930 (196 S.)